# Російсько-українська економічна війна
Росі́йсько-украї́нська економі́чна війна́ — складова глобального протистояння між Росією та Україною з часів розпаду СРСР, яке в 2013 році переросло у відкрите збройне протистояння — російсько-українську війну та глобального протистояння між Росією та «Західним світом».

## Історичний контекст та причини протистояння
Одразу після розпаду СРСР політикум Росії взяв курс на відновлення впливу Росії на пострадянські країни. Найперше, цей вплив був спрямований проти України, вихід якої з СРСР власне і призвів до його розпаду. Причини, що спонукали російський політикум до відродження екс-СРСР є досить складними — від імперської ментальності росіян, направленої не на розбудову власної держави, а на поневолення сусідніх народів, і до бажання зберегти під власним контролем виробничі потужності колишнього СРСР та гарантовані ринки збуту. Таким чином відносини з Україною в Росії традиційно розглядались в контексті власних глобальних геополітичних інтересів.
Початок російсько-української війни в 2014 році фактично ознаменував прагнення Росії посилити вплив на Україну, яка Революцією Гідності прискорила геополітичний розворот на Захід. Традиційно для Росії цей вплив почав здійснюватись у формі гібридної (фактично — неоголошеної) війни, що межує з державним тероризмом. Підтримка сепаратистського руху на Донбасі та військові дії у цьому регіоні, таким чином, найперше направлені на створення проблем для економічного розвитку України.

## Інструменти економічної війни Росії

### Використання олігархів в Україні
До початку російсько-української війни російський політикум здійснював економічний тиск на Україну, у тому числі, через олігархів. Серед методів тиску найбільш відомими стали:
- придбання українських активів через власні або підставні компанії з метою їх деградації через доведення до банкрутства або прямого руйнування. Як приклад у Львові та Миколаєві російськими бізнесменами братами Чуркіними були придбані активи Львівського автобусного[1] та Чорноморського суднобудівного[2][3] заводів, потужності яких фактично були знищені.
- створення внутрішніх конфліктів серед українських олігархів шляхом вибіркового надання преференцій одним і протидії іншим, або, навіть, акцентуванні їх різних національностей. Як приклад, робився наголос на єврейському походженні окремих українських олігархів, які ніби-то діють спільно з США та ЄС проти Росії[4][5]

#### Рінат Ахметов
За повідомленням журналіста Сергія Лещенка український олігарх Рінат Ахметов у березні-квітні 2014 р. літав до Москви на зустріч з Путіним: — «результат — сьогодні на вулицях Донецька».
За даними Bild (публікація 2016 р.) представники Ахметова ще у 2014 р. брали участь в засіданнях російських урядових структур по Донбасу. Крім того, начальник Донецького ОУМВС з березня 2014 року Костянтин Пожидаєв керував раніше службою безпеки компанії «ДТЕК» та призначив у територіальні підрозділи донецької міліції своїх людей, частина з яких є людьми «Сім'ї» Януковича.
12 квітня 2014 р. активісти Автомайдану пікетували у Києві будівлю СБУ та офіс СКМ Ріната Ахметова. Під офісом вони залишили шину, пляшку і бруківку як «останнє попередження Ахметову».
За повідомленням керівника центру військово-політичних досліджень Дмитра Тимчука, у Слов'янську основні сили екстремістів налічують до 600 чоловік. Крім підрозділу спецпризначенців розвідки ЗС РФ, у місті діють близько 500 представників різних рухів та угруповань Донбасу, що прибули в місто і розбиті на 2 численні групи. Дмитро Тимчук зазначив, що групу близько 200 чоловік очолюють представники оточення одного з олігархів. Другу групу, чисельністю близько 300 чоловік очолюють представники оточення одного з відомих кримінальних авторитетів
За даними Міністерства внутрішніх справ України, серед «кадировців», у південно-східних регіонах України сепаратистам платять 500 доларів США у разі згоди взяти участь у штурмі держбудівель і 500 гривень за «постояти під будівлею», а також він звернувся до СБУ та МВС із закликом вжити оперативних заходів проти сепаратистів та їх вербувальників, вказавши їхні координати у Артемівську, Слов'янську, Донецьку, Харцизьку та Єнакієве..
12 травня 2014 року самопроголошений «народний губернатор» Донецької області Павло Губарєв заявив, що дві третини активістів «ДНР» перебувають на утриманні Ахметова, однак і ті, що зберегли вірність ідеї, також брали гроші. У відповідь у заяві Партії регіонів Губарєва названо самозванцем та аферистом, саму «Донецьку народну республіку» названо групою бомжів з пляжу в Туапсе.
Разом з тим, 19 травня 2014 року Ахметов звернувся до робітників компанії «СКМ» щодо проведення попереджувального страйку 20 травня о 12:00 проти «ДНР» та на підтримку миру і проти кровопролиття, а також заявив, що страйк, під ча якого лунатиме гудок, триватиме доти, доки на Донбасі не запанує спокій. Перша подібна акція відбулась вже 20 травня о 12:00 і тривала протягом 3-х годин.

#### Ігор Коломойський
На відміну від Ахметова, з яким теж велись розмови про призначення, Ігор Коломойський, який 2 березня був призначений на посаду голови Дніпропетровської обласної державної адміністрації. одразу ж зайняв проукраїнську позицію. 14 квітня з його ініціативи і за його фінансової підтримки почали формуватися загони добровольців «Дніпро», а згодом він допоміг і у створення батальйону «Донбас» 17 квітня він оголосив винагороду за конфісковану у терористів зброю та захоплення терористів.
Коломойському також належить пропозиція будівництва укріпленої стіни вздовж кордону з Росією на території Донецької, Луганської та Харківської областей.

#### Вадим Новинський
Вадим Новинський

### Використання олігархів в Росії
Путін визнає, що Росія підтримує сепаратистів на сході України, але значну частину підтримки з точки зору фінансування здійснюють «патріоти», деякі з яких є російськими громадянами або етнічними росіянами в Україні. Зважаючи, що значна частина капіталів розміщені не в Росії, противники Путіна одним із важелів впливу мають можливість запропонувати російським олігархам повну свободу та економічну користь у обмін на відмову від підтримки політики Кремля, що змушує Путіна діяти більш обережно.

#### Костянтин Малофєєв
Костянтин Малофєєв

#### Євген Пригожин
Євген Пригожин

## Складові економічної війни

### Газові війни
Серія економічних конфліктів між Росією та Україною щодо умов постачання природного газу з Росії до України та його транзиту до країн західної Європи територією України отримала назву Газові війни. З боку Росії ці війни мали за мету економічне та політичне підпорядкування України інтересам Росії. Інформаційним фоном до цих воєн були постійні заяви російської сторони про «розкрадання газу» та економічну неспроможність держави України. Основними методами ведення газових війн були завищені тарифи на газ для України, занижені тарифи на його транспортування.

### Сирна війна
Українська сироробна галузь у середині 2000-х років демонструвала стрімкі темпи розвитку: виробництво сиру щороку збільшувалося в рази, і завдячувати цій динаміці слід саме Росії. Наприклад, у 2005 році з 271,98 тис. т вироблених в Україні твердих сирів Російська Федерація імпортувала 112,2 тис. т, тобто 44%

### Шоколадна війна
В липні—серпні 2013 російська санітарна служба розпочала блокувати продаж у Росії продукції української кондитерської компанії «Roshen», оголосивши про ніби-то наявність в українському шоколаді шкідливих домішок. 14 серпня 2013 року до переліку «ризикових» були включені всі без винятку українські експортери. Втрати експортерів в середньому склали близько 20% від вартості експортованого до Росії товару.

### Енергетичний шантаж
31 березня 2014 року Державною Думою Російської Федерації в односторонньому порядку було денонсовані Харківські угоди, які дозволяли продовжити термін перебування Чорноморського флоту Росії у Севастополі з 2017 до 2042 року за 100 мільйонів доларів США на рік та надавали знижку Україні в ціні на газ в розмірі до 100 доларів США на кожну тисячу кубометрів газу від встановленої чинним контрактом між НАК «Нафтогаз» України і ВАТ «Газпром». Наступного дня ВАТ «Газпром» Російської Федерації підвищив ціни на природний газ для НАК «Нафтогаз України» з 268,5 до 485 доларів США за кожні 1000 м3.
З метою врегулювання газових претензій Російської Федерації, протягом квітня — травня 2014 року за участю представників України, Європейського союзу (Ґюнтер Еттінґер) та Росії було проведено дев'ять раундів переговорів. 9 червня влада Російської Федерації оголосила ультиматум про зниження ціни з 485 до 385 доларів США за 1000 м3 в обмін на визнання та сплату Україною до 16 червня газового боргу разом з митом, донарахованим після анексії Криму у розмірі 4,5 млрд. доларів США. Українська та європейська сторони назвали вимоги Кремля здирництвом, розмір боргу необґрунтовано завищеним, а ціну значно вищою за ринкову, внаслідок чого Кабінетом Міністрів України було подано позов на ВАТ «Газпром» до Стокгольмського арбітражного суду.
13 грудня 2016 року російські ЗМІ попередньо звинуватили Україну у можливості почати крадіжки газу. 16 грудня ці погрози були озвучені головою «Газпрому» Олексієм Міллером.

### Експортна блокада України Росією
Від 20-х чисел липня 2013 року на українсько-російському кордоні митниця Російської Федерації розпочала безпідставну тотальну перевірку із частими затримками транспортних засобів українських товаровиробників. 29 липня, за висновком Росспоживнагляду, митною службою Російської Федерації було введено заборону на імпорт до Митного союзу шоколаду та іншої продукції української компанії «Roshen». За результатами незалежних експертиз санітарних служб Білорусі, Казахстану, Молдови та Таджикистану претензії відомства Росії були спростовані та відновлене постачання кондитерських виробів компанії до своїх країн, оминаючи Росію.
14 серпня митна служба Російської Федерації включила всіх без винятку українських експортерів до переліку «ризиковних» та фактично блокувала їх поставки до Росії на невизначений час, внаслідок чого на прикордонних перепускних пунктах стали утворюватися черги із кількох сотень автомобільних фур та залізничних вагонів з українськими товарами. Радник президента Російської Федерації Сергій Глазьєв пов'язав такі дії влади з асоціацією України і Європейського союзу та наголосив на посиленні митного адміністрування у разі підписання Україною угоди про асоціацію з Європейським Союзом. 19 серпня між Міністерством доходів і зборів України та Федеральною митною службою Росії відбулися переговори, за результатами яких було оголошено про припинення експортної блокади України Російською Федерацією. Однак на практиці «додаткова процедура контролю» російськими митницями не була припинена.

### Блокування російських інтернет-сервісів
15 травня 2017 року Президент України Петро Порошенко ввів у дію рішення РНБО України від 28 квітня 2017 року «Про застосування персональних спеціальних економічних та інших обмежувальних заходів (санкцій)» яким заборонив інтернет-провайдерам надавати послуги з доступу користувачам мережі інтернет до низки російських інформаційних ресурсів та порталів. До заборони потрапили сервіси російських компаній Mail.Ru Group і Яндекс, зокрема — соціальні мережі ВКонтакті і Однокласники, а також антивіруси «Лабораторія Касперського» і DrWeb і програма бухгалтерського обліку «1С: Підприємство».
На думку аналітиків, російські інтернет-сервіси, маючи російський ринок як тил, після приходу до України істотно демпінгували ціни на українському ринку, зокрема на надання рекламних послуг, що призвело до занепаду українських компаній-конкурентів у цій сфері.

### Товари військового та подвійного призначення
27 серпня 2014 року РНБО ухвалило рішення від про припинення експорту товарів військового призначення і подвійного використання до Росії. Рішення було введено в дію указом президента України.
У 2021 році шведський інститут СІПРІ опублікував звіт, згідно з яким другим після Китаю покупцем українських озброєнь в 2016—2020 роках була Росія, у час, коли в Україні діяла повна заборона на таку торгівлю. Укроборонпром і Defense Express заперечили такі поставки, і сказали, що СІПРІ вкотре припустилася помилки. Згідно із статтею Радіо Свободи, відображена у звіті СІПРІ співпраця України та Росії ― це 15 літаків Ан-148 і 6 турбореактивних двигунів Д-436. Розходження пояснюється тим, що контракти на виготовлення за ліцензією СІПРІ також враховує як торгівлю. Україна ще 2013 року уклала контракт до 2017 року на надання ліцензії, документації і до 30 % деталей для виготовлення 15 літаків Ан-148 для Міноборони РФ, які виготовлялися у Воронежі. Українська сторона заявила про припинення співпраці у 2014 році, але СІПРІ однак подала цей контракт у звіті за 2016—2020 роки, хоча й з припискою, що імовірно РФ продовжила виготовлення вже без згоди України. Схожа ситуація можлива і для двигунів Д-436 ― їх могли виготовити підприємство «Салют» з Москви чи завод в Уфі. Втім, є можливість, що їх виготовило підприємство Мотор Січ: у 2018 році на Вячеслав Богуслаєв, перебуваючи на авіасалоні в Росії, говорив, що «Мотор Січ» «виконує давні контракти» і що «ніяких заборон на постачання цивільної продукції немає», директор російського авіаційного підприємства Юрій Грудінін тоді ж також заявляв, що співпраця його компанії і «Мотор Січі» «триває далі».

### Інші аспекти протистояння
Восени 2018 року Росія ввела обмеження на експорт нафти та нафтопродуктів до Білорсі до кінця 2019 року. Це унеможливлює реекспорт, який був для неї одним з основних джерел надходження валюти. Також цей крок завдає значного удару й по Україні, оскільки Україна покривала на цей момент близько 40% власної потреби у паливних ресурсах за рахунок імпорту з білоруських НПЗ.
Проте під час Першого економічного форуму регіонів в Гомелі стало відомо, що «Білоруська нафтова компанія» планує за підсумками цього року наростити експорт продукції в Україну до $ 2,2 млрд з $1,8 млрд у 2017 році. Для білоруських нафтопереробних заводів поставки на український ринок є стратегічним напрямком. Що стосується продукції, яка затребувана в Україні, то в переліку основних поставок – дизельне паливо, бензини, реактивне паливо.
У свою чергу заступник голови білоруського уряду Ігор Ляшенко заявив, що припинення поставок російських темних нафтопродуктів до Білорусі не позначиться на поставках білоруських нафтопродуктів в Україну.

## Результати

### Російсько-українська торгівля
| Товарообіг між Україною та РФ за даними посольства України в РФ |
| 10 20 30 40 2013 2014 2015 2016 - Імпорт - Експорт              |

2 березня 2016 року були оприлюднені дані Нацбанку, згідно з якими обсяги торгівлі з Росією у січні 2016 у порівнянні з січнем 2015 року скоротилися на 57,8%, або більш ніж в 2,3 рази - до 367 млн доларів: експорт впав на 48% і становив 121 млн доларів, імпорт впав на 60,6% - до 246 млн доларів. Таким чином, частка Росії в українському експорті скоротилася до 6,6% з 8,6% в січні 2015 року, а в імпорті — знизилася з 19,9% до 10,1%.
У лютому 2017 року було оприлюднено дані Держстату, згідно з якими об'єм торгівлі за три роки зменшився на 78% — у 2013 році об'єми торгівлі були 38,3 млрд доларів, а у 2016 — 8,7 млрд доларів. Доля РФ у торгівлі України скоротилася з 27,3% до 11,5%.

## Наслідки
Показники товарообігу між Україною та РФ у 2013–2014 рр. скоротилися. Згідно з результатами служби Держстатистики, з січня по лютий 2014 експорт продукції з України до Росії знизився на 62,3%, імпорт скоротився на 64,6% в порівнянні з аналогічними показниками минулого року.